# Norialsus ficksburgi
Norialsus ficksburgi är en insektsart som beskrevs av Van Stalle 1986. Norialsus ficksburgi ingår i släktet Norialsus och familjen kilstritar. Inga underarter finns listade i Catalogue of Life.